# 渡邊啓貴

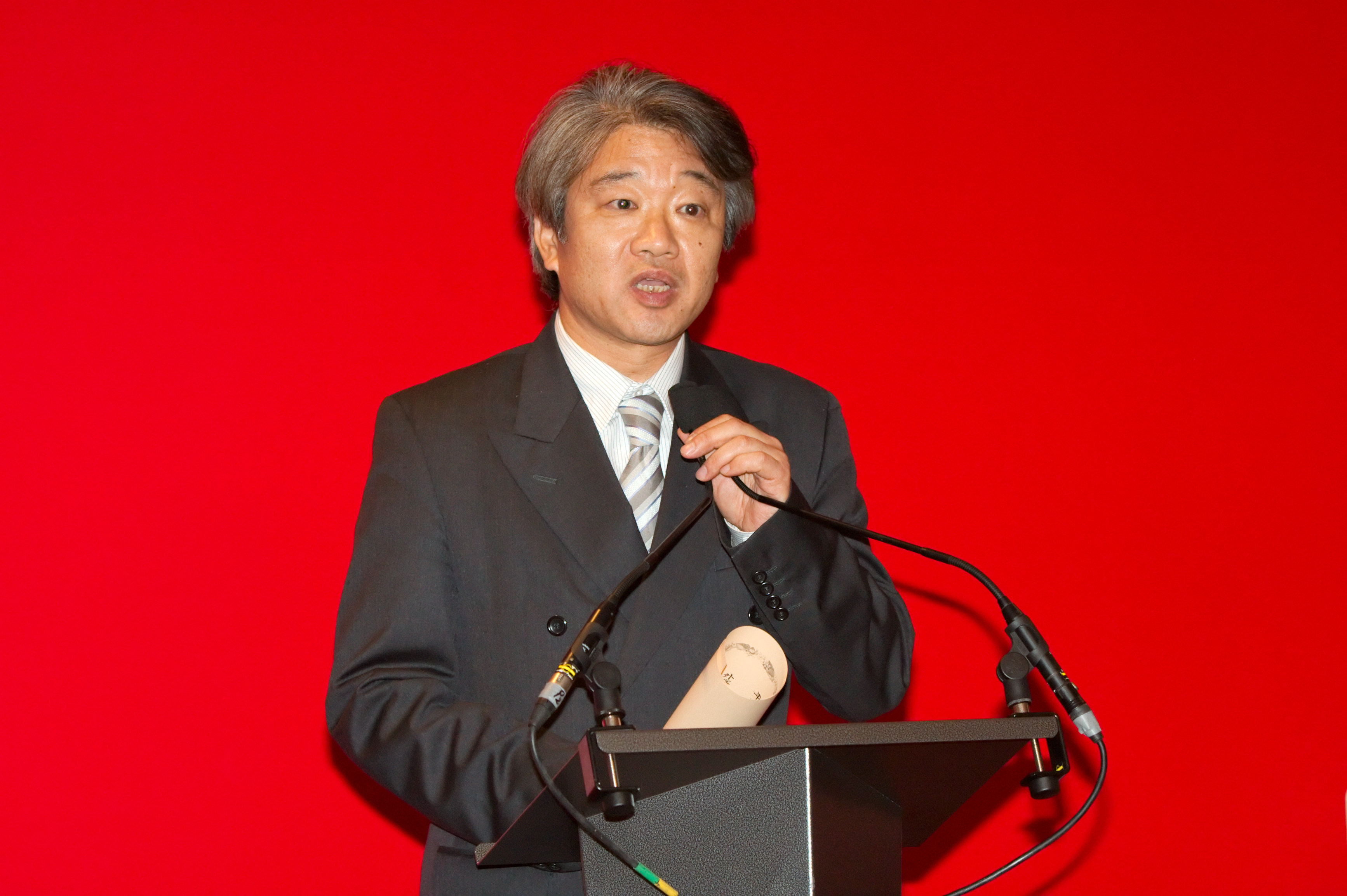
渡邊啓貴（2009年撮影）

渡邊 啓貴（わたなべ ひろたか、1954年3月26日- ）は、日本の政治学者、帝京大学法学部教授、東京外国語大学名誉教授。専門は、ヨーロッパ国際関係論、フランス政治・外交、ヨーロッパ外交史、米欧同盟論。

## 履歴
福岡県出身
学歴・職歴
1978年 東京外国語大学外国語学部フランス語学科卒業
1980年 同大学院地域研究研究科修士課程修了
1983年 慶應義塾大学大学院法学研究科博士課程単位取得退学
1986年 パリ第一（パンテオン・ソルボンヌ）大学 現代国際関係史専攻博士課程修了
1981年 - 1989年   財団法人世界経済調査会研究員
1982年 - 1983年   財団法人アジア太平洋研究会研究員
1984年 - 1986年    財団法人平和安全保障研究所プログラムフェロー
1989年   京都外国語大学外国語学部専任講師、1993年助教授
1995年   東京外国語大学外国語学部助教授、1999年教授、2010年同総合国際学研究院国際社会部門教授（大学院重点化に伴う配置換え）
2008年 - 2010年    外務省に出向、在仏日本国大使館広報文化担当公使
2011年 - 2017年    東京外国語大学国際関係研究所所長
2019年3月   東京外国語大学定年退職、同大学名誉教授
2019年4月 -    帝京大学法学部教授
1999年3月 - 5月 高等研究大学院(パリ)客員教授
2002年 - 2003年 ジョージ・ワシントン大学シグール・アジア研究センター客員教授
2005年9月 - 10月 リヨン高等師範大学校客員教授
2015年3月 ボルドー政治学院客員教授

学会関連
2004年 - 2008年　日仏政治学会理事長
2005年 - 2022年　国際関係史学会日本代表理事・副理事長(本部ミラノ大学)
2016年 - 2020年　グローバルガバナンス学会会長
2021年 -　　　　国際歴史学会議理事(イタリア事務局)
その他、           日本国際政治学会・日本EU学会・比較政治学会・政治社会学会・日本防衛学会などの理事を歴任。
社会貢献
2001年 - 2009年   仏語季刊誌『Cahiers du Japon』編集委員長
2001年 - 2012年   英語誌『Japan Echo』編集委員　仏語版編集委員長
2013年 - 2021年　英語誌『NIppon.com』『Discuss Japan』編集委員
2002年 -             政策研究フォーラム理事
2010年 -              (公)平和安全保障研究所評議員・監査
2010年 - 2011年　隔月刊雑誌『外交』編集委員長
2011年 - 2020年　 人事院国家公務員総合職試験専門委員
2012年 -              日仏知的交流「グローバル・プレイヤーとしての日仏協力」実行委員長
2015年 -              (公)日仏会館評議員・笹川日仏財団理事
2016年 -　　　　　(公)大学セミナーハウス評議員　国際学生・EUセミナー企画委員長
2017年 -     　　　(公)後藤喜代子・ポールブルダリ癌基金協会理事
2017年 -               (公)日本国際フォーラム上席研究員、理事
2022年 -　　　　　核兵器廃絶平和建設国民会議(KAKKIN)議長

## 著書

### 単著
- 『ミッテラン時代のフランス』（芦書房、1991年、増補版1993年）   (1992)渋沢クローデル賞受賞)
- 『フランス現代史――英雄の時代から保革共存へ』（中公新書、1998年）
- 『ポスト帝国――二つの普遍主義の衝突』（駿河台出版社、2006年）
- 『米欧同盟の協調と対立――二十一世紀国際社会の構造』（有斐閣、2008年）
- 『フランスの文化外交戦略に学ぶ』（大修館書店、2013年）
- 『シャルル・ドゴール』（慶應義塾大学出版会、2013年）
- 『現代フランス 「栄光の時代」の終焉、欧州への活路』（岩波書店〈岩波現代全書〉、2015年）
- 『アメリカとヨーロッパ－揺れる同盟の80年』（中公新書、2018年）
- 『ルペンと極右ポピュリズムの時代　ヤヌスの二つの顔』(白水社、2025年)

### 編著
- 『国際政治の基礎知識』（加藤秀治郎との共編、芦書房、1997年／増補版、2002年）
- 『ヨーロッパ国際関係史――繁栄と凋落, そして再生』（有斐閣、2002年／新版、2008年）
- Commission of History of International Relations (CHIR), Rethinking International History from Asian Perspective, TUFS, 2006年3月
- 『世界から見たアジア共同体』芦書房　2015年
- 『グローバル・ガバナンス論』法律文化社　2018年
- 『フランスと世界』法律文化社　2019年(日仏経営学会優秀賞)
- 『ユーラシアダイナミズムと日本』(監修)2022年　中央公論新社
- 『トピックから見る国際政治の基礎知識』2023年　芦書房

### 訳書
- ルネ・ジロー『国際関係史 1871-1914年――ヨーロッパ外交、民族と帝国主義』（未來社、1998年）
- フランソワ・ジョワイヨー『中国の外交』 （中嶋嶺雄共訳、白水社〈文庫クセジュ〉、1995年)

## 注
1. ↑  『現代日本人名録』2002年